# Васіле Александрі
Васіле Александрі (рум. Vasile Alecsandri; 21 липня 1821, Бакеу — 22 серпня 1890, Мірчешть) — румунський письменник-романтик, фольклорист; учасник революції 1848 року.

## Життєпис
Народився в Румунії у боярській родині. 1834 року поїхав до Парижа, де вивчав медицину та право. 1839 року повернувся до Ясс. Перший з румунських авторів, хто почав збирати записи фольклорних творів — казок, легенд, балад. Автор ліричних і патріотичних поезій (збірка Дойни (Doine) (1842—1852)), історичних драм, сатиричної побутової комедії (Ясси під час карнавалу).
Александрі — автор історико-патріотичних віршів «Легенди», «Нові легенди». Його перу належать комедії «Йоргу з Садагури», «Кириця в провінції», де автор викриває тогочасний суспільний лад. Писав також історичні драми. Один із засновників національного театру. Збирав фольклор, видав фольклорний збірник «Народна поезія». Цікавився українською усною народною творчістю, зокрема народними думами і піснями. Йому належить прекрасна поетична обробка сюжету української народної пісні «Дунаю, Дунаю, чому смутен течеш?» Цей твір став основою балади письменника «Штефан і Дунай».
Автор слів «Хори єднання» — неофіційного гімну Румунії, музику до якого написав Александру Флехтенмахер.